# Georg Alexander
Georg Alexander (3 de abril de 1888 — 30 de outubro de 1945) foi um produtor, diretor e ator alemão da era do cinema mudo.
Sepultado no Cemitério de Wilmersdorf em Berlim.